# Casa Borruell i Panzano
Casa Borruell i Panzano és una obra de Vilafranca del Penedès (Alt Penedès) protegida com a Bé Cultural d'Interès Local.

## Descripció
Es tracta d'un edifici entre mitgeres amb pati posterior. Originalment era d'ús unifamiliar.
L'immoble es compon de planta baixa en part, desdoblada en semisoterrani i entresòl, i dues plantes pis. La coberta és a dues vessants i en sobresurt un cos de caixa d'escala adossada a la mitgera. L'escala, de volta catalana i d'un sol tram, està adossada a la mitgera i dona accés a la planta principal.

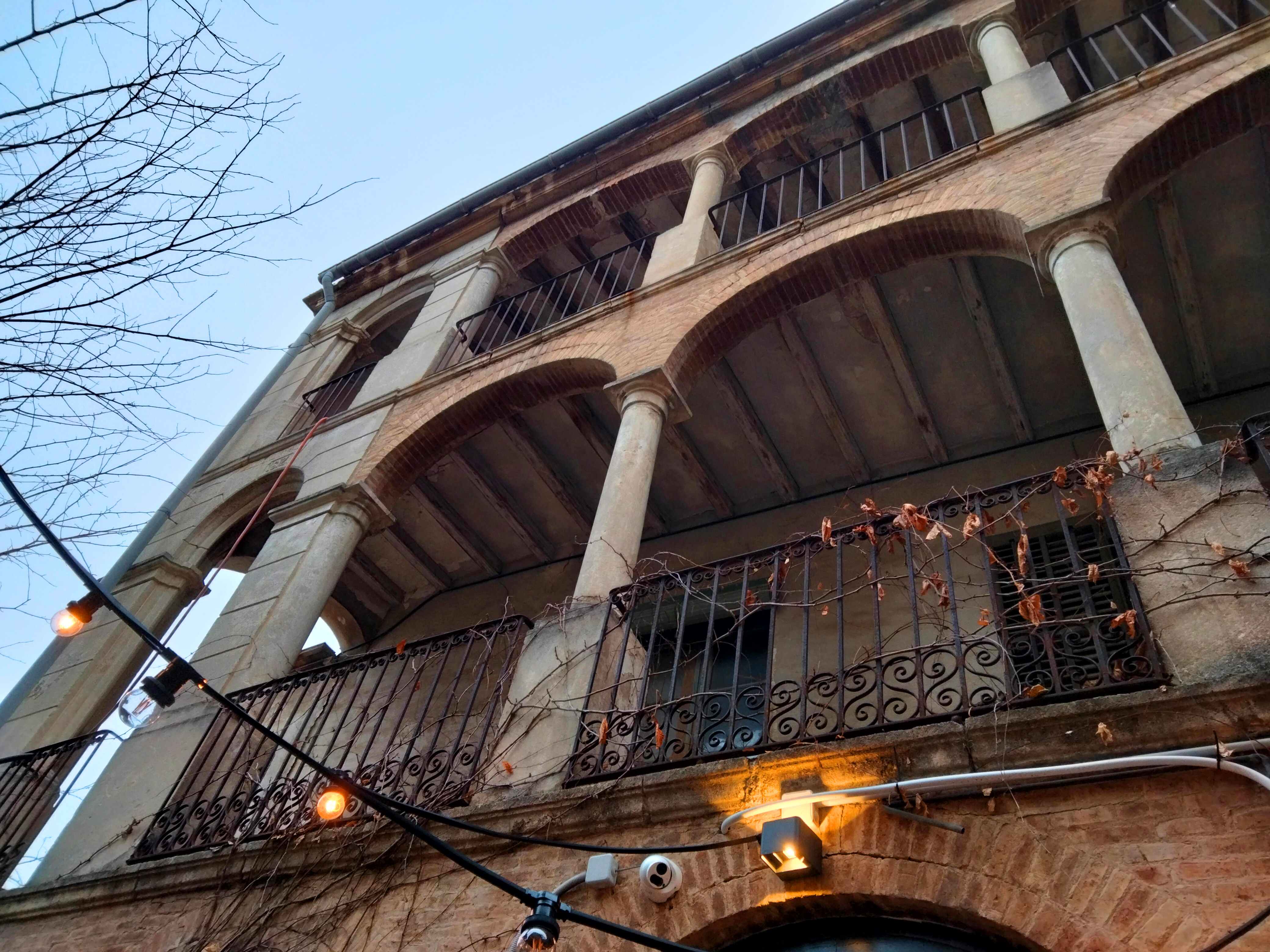
Galeria del pati

Les parets de càrrega són de paredat comú i totxo. Els forjats són de biga de fusta i revoltó de rajola.
La façana principal es compon sobre eixos verticals amb portals d'arc carpanell emmarcats amb pedra a la planta baixa, i balcó ampitador a l'entresòl. Les obertures de les plantes superiors són amb llinda i emmarcades amb pedra. A la planta primera trobem un balcó seguit de dues obertures, dos balcons i finestra lateral. A la segona planta hi ha dos balcons i tres finestres. Les cornises de separació de les diferents plantes són de pedra. El parament de la planta baixa és d'aplacat de pedra.